# Эскипазар
Эскипазар (тур. Eskipazar) — район провинции Карабюк в Черноморском регионе Турции. По данным переписи населения 2000 года, население района составляло 16 365 человек, из которых 8457 проживали в городе Эскипазар. Район занимает площадь 740 км², а город расположен на высоте 902 м. В 1945 году он отделился от района Черкеш и стал самостоятельным районом. До 1995 года входил в состав провинции Чанкыры. Через этот район проходит железная дорога Анкара-Зонгулдак.

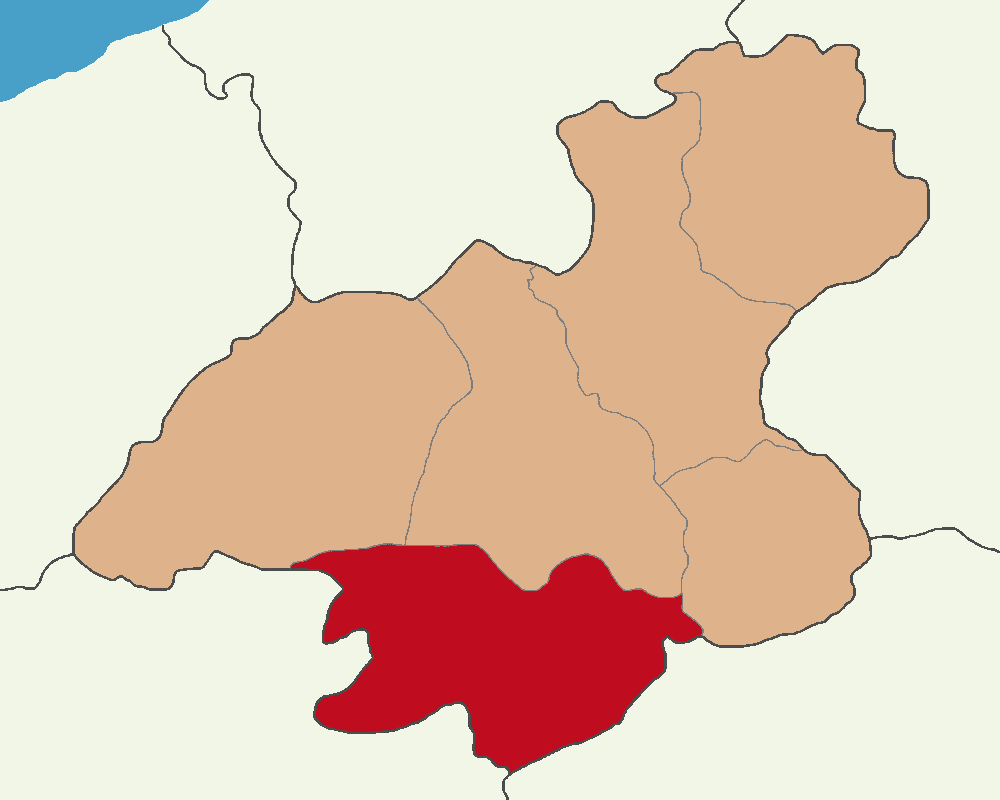
Месторасположение района Эскипазар в провинции Карабюк

## История
Город был основан около 1300 года до н. э. Хеттами. Он стал частью Римской империи в I веке до н. э. и его название было изменено на Адрианополис (греч.: Ἁδριανούπολις), более известный как Адрианополис в Пафлагонии, во II веке нашей эры.
Город был захвачен Эмиром Каратекином, вместе с Чанкыры, и назван Вираншехир. Название было изменено на Эскипазар во время Эпохи второй Конституции.
В 2018 году во время археологических раскопок была обнаружена одна из самых ранних церквей в Анатолии. По словам сотрудника археологического факультета Карабюкского университета, он датируется серединой V века.

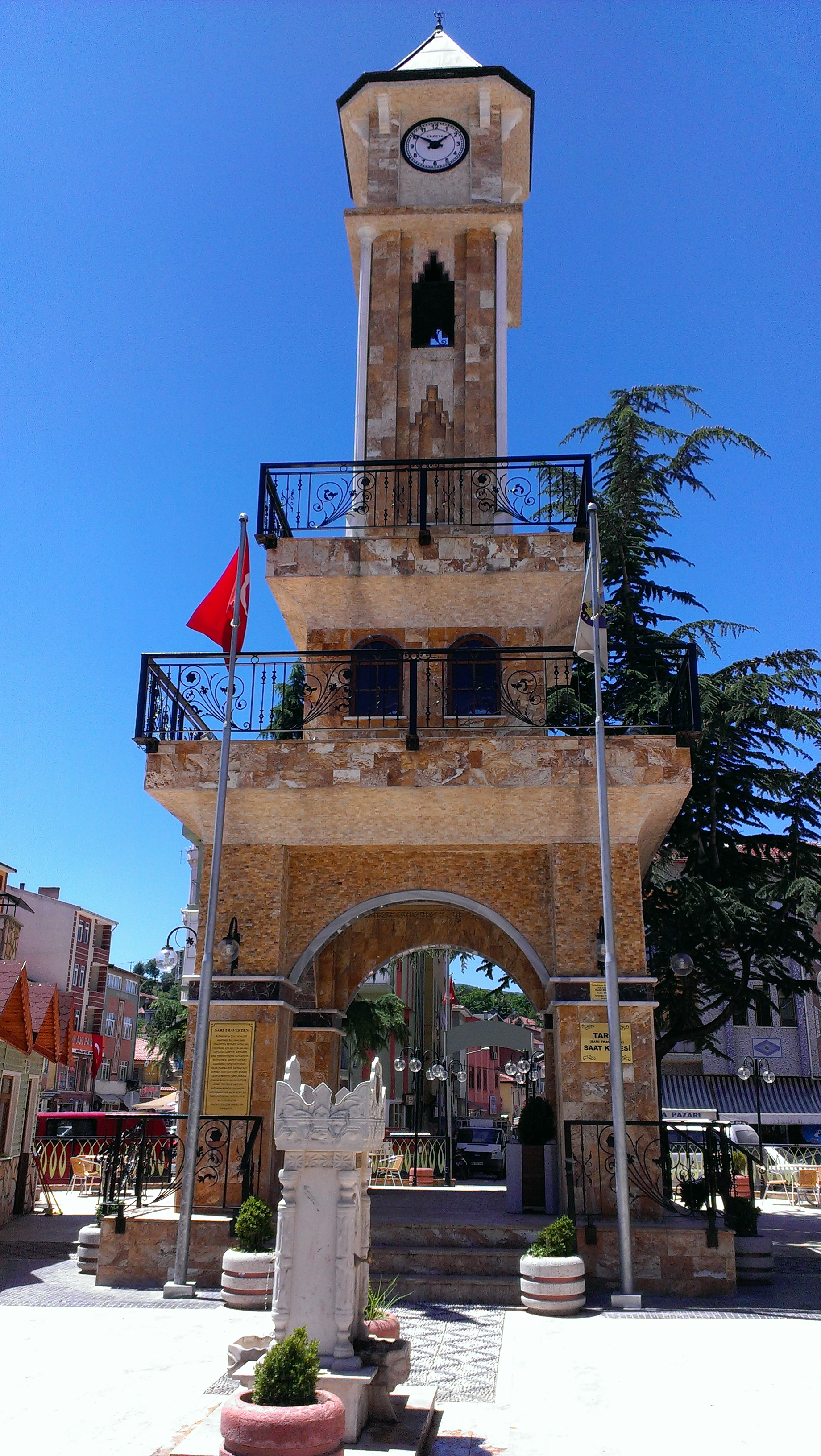
Часовня в Эскипазаре
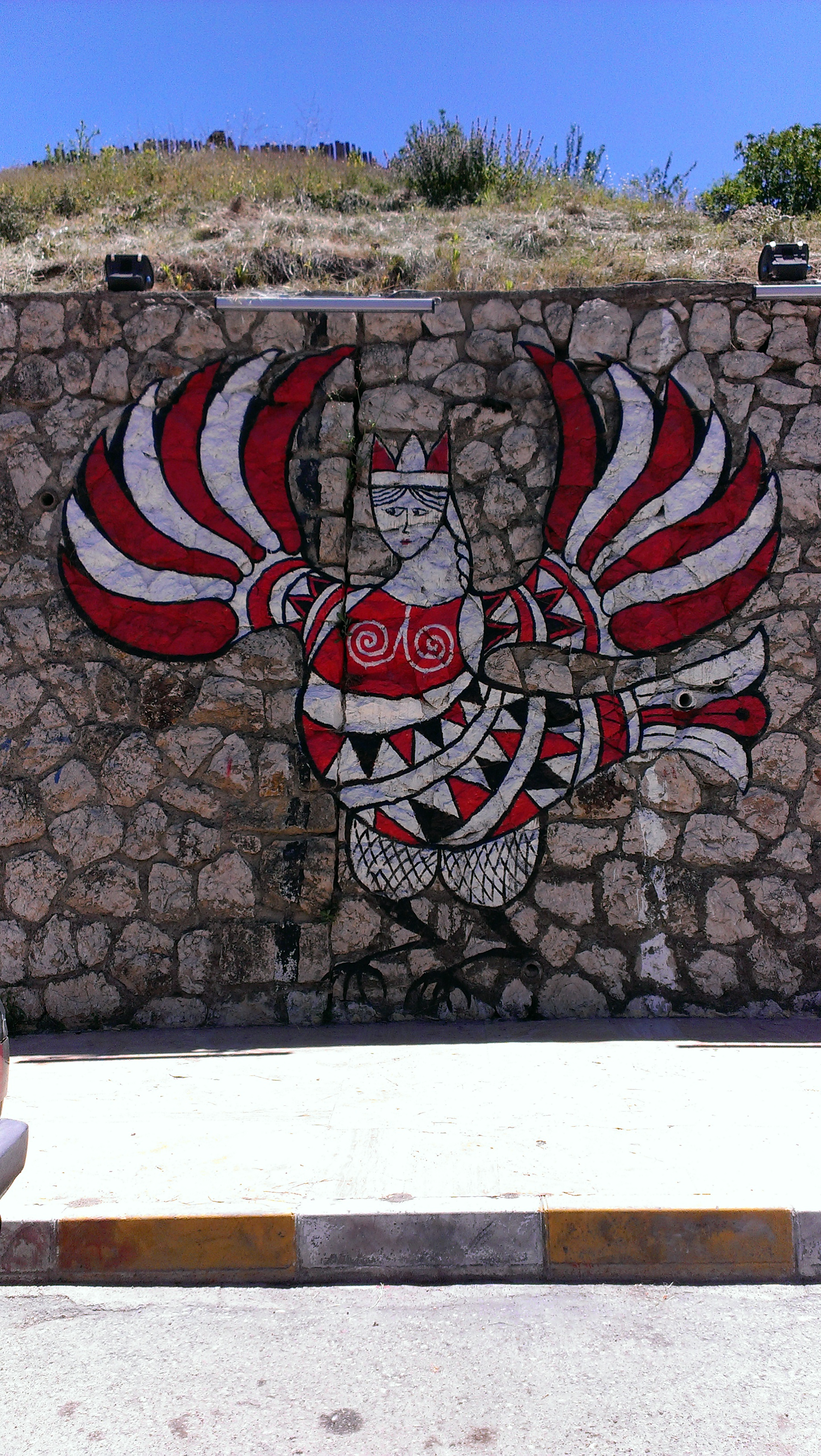
Стрит-арт в Эскипазаре, 2013
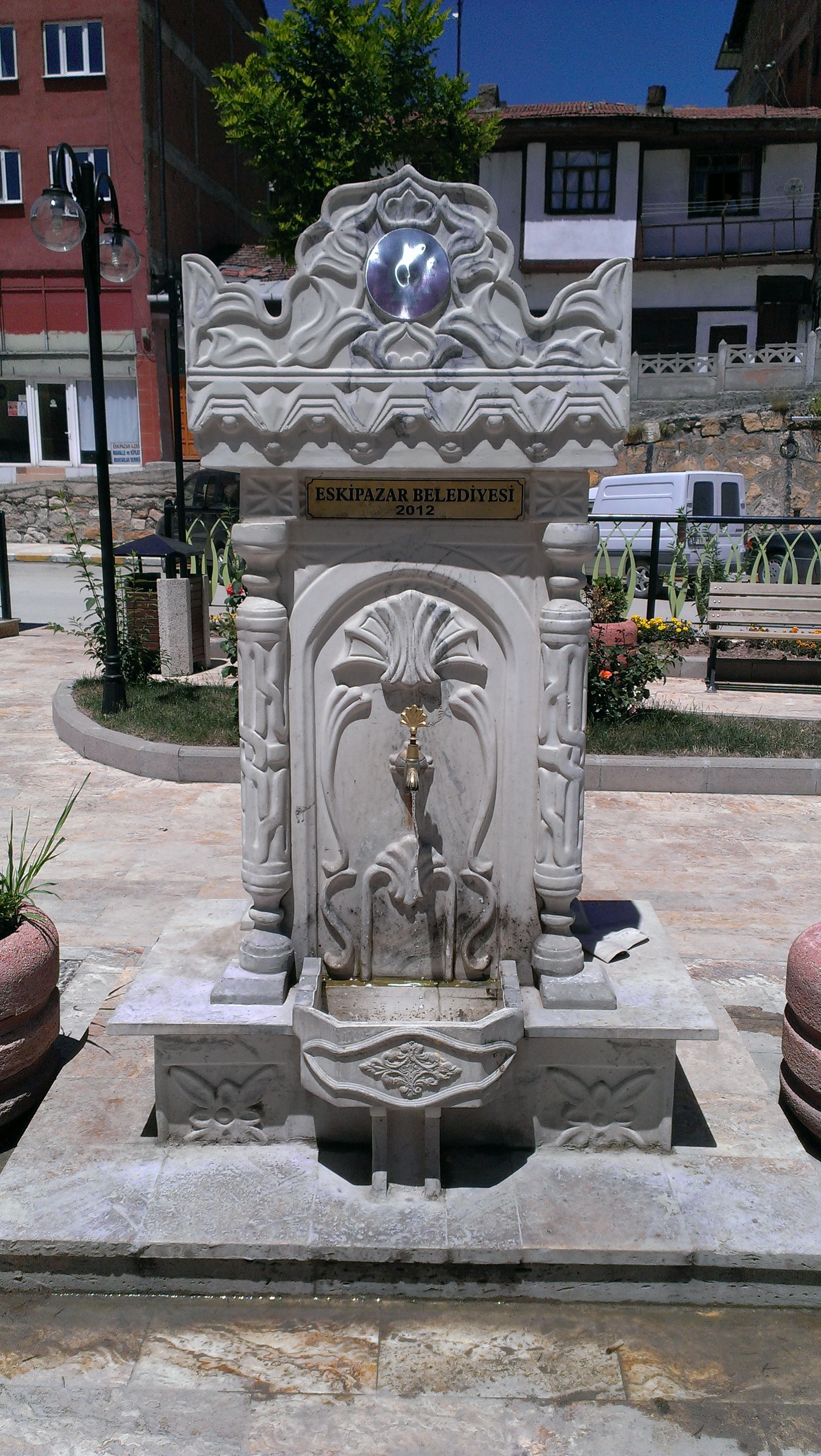
Фонтан в Эскипазаре